# Quanterness
Quanterness är en fornlämning på Orkneyöarna i Skottland. Det är förhistorisk grav av typen passage tomb som vanligen översätts till gånggrift på svenska. Graven undersöktes på 1970-talet och då fann man kvarlevor av 157 individer. Den dateras till omkring 3250 f.Kr.

### Fotnoter
1. ↑  Quanterness hos Geonames.org (cc-by); post uppdaterad 2004-09-24; databasdump nerladdad 2016-05-06